# 202 (banda)
202 es una banda argentina de rock industrial formada en Buenos Aires.

## Historia
En 2001, los hermanos Rául y Oscar Cariola abandonan la banda Santos Inocentes, que finalmente se disuelve algunos años después. Deciden armar una nueva banda, para la que convocan a Martin Delahaye en bajo y a su hermano menor Diego Cariola en batería. En las presentaciones en vivo de 2006 y 2007 contaron además con la participación Matias Kritz en teclados y samplers. Rha definió el sonido de la banda como electro-rock pero con melodías del rock inglés, como Paul McCartney.
El álbum debut de 202 fue editado en 2007 a través de Pop Art Discos - Sony/BMG.
A principios de 2008, Titi Lapolla (ex A.N.I.M.A.L.) reemplaza a Martin Delahaye como bajista de la banda. Al año siguiente hay un nuevo cambio en la formación con el ingreso de Emmanuel Cauvet (baterista de Santos Inocentes en el disco Emporio Bizarro).
202 graba en 2013 su segundo disco, que lleva el nombre de Mastertape. Fue grabado de forma analógica en los estudios El Pie. Consultado sobre el disco, Rha declaró que como banda buscaban "no repetir fórmulas".
En 2017 lanzan El álbum santo, un disco de reversiones de los temas clásicos de Santos Inocentes. El bajista en el disco y en la subsiguiente gira es Leonel Martínez Aledda. El disco fue presentado antes de su salida en La Trastienda de Buenos Aires.

## Miembros
- Raúl Cariola (Rha) - voz (2001-presente)
- Oscar Cariola (Osko) - guitarra, programación y coros (2001-presente)
- Leonel Martínez Aledda bajo
- Emmanuel Cauvet - batería (2009-presente)

### Miembros anteriores
- Titi Lapolla -  bajo (2001-2008)
- Diego Cariola - batería (2001-2009)

## Discografía
- Doscientos dos (2007)
- Mastertape (2013)
- El álbum santo (2017)